# Glycolether
De glycolethers vormen een klasse van organische verbindingen. Het zijn alkyl-ethers van ethyleenglycol en worden veelvuldig gebruikt in de verfindustrie, onder andere als oplosmiddel. Ze kunnen ook afgeleid zijn van di-ethyleenglycol, zoals ethyldiglycol. Ook de acetaten van glycolethers (acetaatesters), zoals 2-butoxyethylacetaat, hebben de eigenschappen van glycolethers.

## Monoglycolethers
- 2-methoxyethanol
- 2-ethoxyethanol
- 2-propoxyethanol
- 2-isopropoxyethanol
- 2-butoxyethanol
- 2-fenoxyethanol
- 2-benzyloxyethanol
- 2-(2-methoxyethoxy)ethanol
- 2-(2-ethoxyethoxy)ethanol
- 2-(2-butoxyethoxy)ethanol
- Ethoxytriglycol
- 1-(2-methoxypropoxy)propaan-2-ol

## Dialkylglycolethers
- 1,2-dimethoxyethaan
- Diethoxyethaan
- Dibutoxyethaan

## Acetaatesters
- 2-methoxyethylacetaat
- 2-ethoxyethylacetaat
- 2-butoxyethylacetaat
- 2-(2-butoxyethoxy)ethylacetaat